# Guizerix
Guizerix település Franciaországban, Hautes-Pyrénées megyében. Lakosainak száma 116 fő (2022. január 1.). Guizerix Cuélas, Duffort, Ponsan-Soubiran, Larroque, Puntous és Sadournin községekkel határos.

## Népesség
A település népességének változása:
| Lakosok száma | 123  | 126  | 128  | 123  | 122  | 121  | 122  | 121  | 116  |
|               | 2013 | 2015 | 2016 | 2017 | 2018 | 2019 | 2020 | 2021 | 2022 |